# Draba praecox
Draba praecox — вид квіткових рослин родини капустяних (Brassicaceae).

## Поширення
Росте у Європі, на півночі Африки й на заході Азії: Албанія, Алжир, Австрія, Бельгія, Болгарія, Кіпр, Данія, Франція, Велика Британія, Греція, Словаччина, Угорщина, Ірландія, Італія, Україна — Крим, Ліван-Сирія, Лівія, Марокко, Нідерланди, Північний Кавказ, Палестина, Румунія, Іспанія, Швеція, Швейцарія, Південний Кавказ, Туніс, Туреччина (у т. ч. європейська), Македонія, Хорватія, Словенія.
В Україні росте на сухих і степових схилах — у Криму, біля Сиваської дамби, біля залізниці; в ок. Сімферополя, Керчі, зрідка; на ПБК, часто.